# 霍霍尼夫
49°13′34″N 24°51′15″E / 49.22611°N 24.85417°E
霍霍尼夫（羅馬化：Khokhoniv）是烏克蘭西部的村莊，隸屬伊萬諾-弗蘭科夫斯克州的伊萬諾-弗蘭科夫斯克區。該村始建於1439年，面積3.02平方公里，2001年人口429，人口密度每平方公里141.8人。